# OpenOffice.org Writer
OpenOffice.org Writer je open source textový procesor z kancelářského balíku OpenOffice.org. Jedná se o produkt konkurenční k Microsoft Word z balíku Microsoft Office a obsahuje obdobnou funkcionalitu. Výchozím formátem pro ukládání dokumentů je OpenDocument, ale program zvládá i práci s .doc dokumenty Microsoft Word.